# ゲーザ・レーヴェース

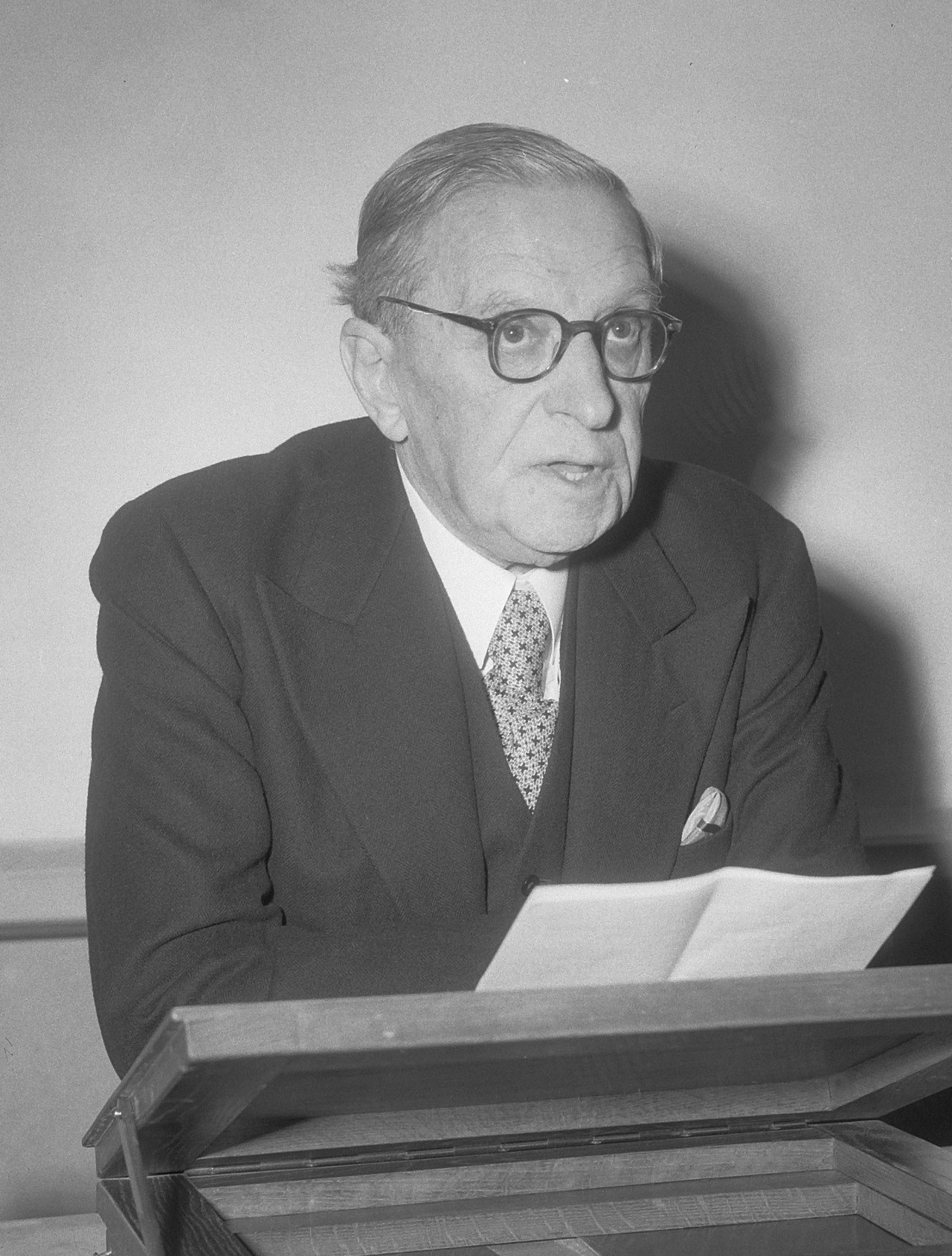
1953 Géza Révész

ゲーザ・レーヴェース（Géza Révész 、1878年12月9日 - 1955年8月19日）はハンガリー出身の心理学者。レーヴェース・ゲーザ（Révész Géza）との表記もある。

## 人物
ショモジ県シオーフォクの出身。ブダペシュトで法学を、ゲッティンゲン大学・ベルリンで心理学を学び、ゲッティンゲン大学で心理学の博士号を取得。カール・シュトゥンプフに師事した。1908年からブダペスト大学で講師をつとめ、1918年に正教授となる。革命後にハンガリーを去り、1921年にアムステルダムに移る。1932年にアムステルダム大学の助教授、のちに教授となる。1955年にアムステルダムで没する。
実験心理学者として知られ、触覚や視覚と共に聴覚の機構を研究した。また同時に音楽的能力，音楽的才能についても分析を試みた。

## 著作
- 「音響心理学基礎論 Zur Grundlegung der Tonpsychologie」（1913年）
- 「音楽心理学入門 Inleiding tot de muziekpsychologie」（オランダ語版1944年、ドイツ語訳1946年）